# Aleuropleurocelus cecropiae
Aleuropleurocelus cecropiae là một loài côn trùng cánh nửa trong họ Aleyrodidae, phân họ Aleyrodinae.
Aleuropleurocelus cecropiae được Bondar miêu tả khoa học đầu tiên năm 1923.